# Personer i Sverige födda i Moldavien
Till personer i Sverige födda i Moldavien räknas personer som är folkbokförda i Sverige och som har sitt ursprung i Moldavien. Enligt Statistiska centralbyrån fanns det 2017 i Sverige sammanlagt cirka 1 100 personer födda i Moldavien. Moldavien blev självständigt från Sovjetunionen år 1991.

## Historisk utveckling

### Födda i Moldavien
| Personer i Sverige födda i Moldavien 2000–2024  | Personer i Sverige födda i Moldavien 2000–2024 | Personer i Sverige födda i Moldavien 2000–2024 | Personer i Sverige födda i Moldavien 2000–2024 | Personer i Sverige födda i Moldavien 2000–2024 |
| ----------------------------------------------- | ---------------------------------------------- | ---------------------------------------------- | ---------------------------------------------- | ---------------------------------------------- |
|                                                 |                                                |                                                |                                                |                                                |
| År                                              |                                                |                                                | Folkmängd                                      |                                                |
| 2000                                            | 2000                                           |                                                | 74                                             |                                                |
| 2001                                            | 2001                                           |                                                | 101                                            |                                                |
| 2002                                            | 2002                                           |                                                | 140                                            |                                                |
| 2003                                            | 2003                                           |                                                | 175                                            |                                                |
| 2004                                            | 2004                                           |                                                | 205                                            |                                                |
| 2005                                            | 2005                                           |                                                | 219                                            |                                                |
| 2006                                            | 2006                                           |                                                | 256                                            |                                                |
| 2007                                            | 2007                                           |                                                | 284                                            |                                                |
| 2008                                            | 2008                                           |                                                | 341                                            |                                                |
| 2009                                            | 2009                                           |                                                | 411                                            |                                                |
| 2010                                            | 2010                                           |                                                | 446                                            |                                                |
| 2011                                            | 2011                                           |                                                | 490                                            |                                                |
| 2012                                            | 2012                                           |                                                | 570                                            |                                                |
| 2013                                            | 2013                                           |                                                | 656                                            |                                                |
| 2014                                            | 2014                                           |                                                | 737                                            |                                                |
| 2015                                            | 2015                                           |                                                | 836                                            |                                                |
| 2016                                            | 2016                                           |                                                | 938                                            |                                                |
| 2017                                            | 2017                                           |                                                | 1 075                                          |                                                |
| 2018                                            | 2018                                           |                                                | 1 202                                          |                                                |
| 2019                                            | 2019                                           |                                                | 1 333                                          |                                                |
| 2020                                            | 2020                                           |                                                | 1 427                                          |                                                |
| 2021                                            | 2021                                           |                                                | 1 573                                          |                                                |
| 2022                                            | 2022                                           |                                                | 1 802                                          |                                                |
| 2023                                            | 2023                                           |                                                | 2 002                                          |                                                |
| 2024                                            | 2024                                           |                                                | 2 263                                          |                                                |
| Anm.: Befolkning den 31 december respektive år. |                                                |                                                |                                                |                                                |